# ТАИФ (компания)
Группа компаний «ТАИФ» – российский многопрофильный холдинг, который ведёт свою деятельность в том числе в инвестиционно-финансовой сфере, переработке нефтяного сырья, в сферах розничной реализации нефтепродуктов, энергетики, строительства и производства строительных материалов, телекоммуникаций, комплексных и прочих услуг. В 2021 году значительная часть активов вошла в состав холдинга «Сибур» в рамках слияния. На 2023 год крупнейшими активами являлись: нефтеперерабатывающий завод «ТАИФ-НК», сеть из 241 АЗС с аналогичным названием, производитель смазочных материалов «ТАИФ-СМ», кирпичные заводы ООО «КЗССМ» и ООО «Керамика-Синтез», строительная компания «ТАИФ-СТ».

## История
Инвестиционная компания «ТАИФ» была создана на базе внешнеторгового объединения «Казань», учрежденного горисполкомом столицы Татарской АССР в 1990 году для частичного самообеспечения города товарами широкого потребления. Вскоре компания успешно встроилась в бартерные цепочки между крупнейшими предприятиями региона: КамАЗом, «Нижнекамскшиной» и «Татнефтью» и завоевала определённую репутацию в регионе, поэтому в 1995 году правительство Татарстана на её основе создало инвестиционную компанию «Татаро-Американские Инвестиции и Финансы» (ТАИФ), которой поручили готовить приватизацию крупнейших предприятий республики.
Контрольный пакет акций новой компании принадлежал правительству Татарстана, которое взамен передало компании небольшие пакеты акций крупнейших республиканских предприятий: «Татнефти», «Казаньоргсинтеза», «Нижнекамскшины», «Нижнекамскнефтехима» и других. Также в состав акционеров ТАИФ вошли менеджеры «Казани» и нью-йоркская фирма NKS Trading, по утверждениям руководства компании, контролировавшаяся эмигрантами из СССР.
В период с 1996 по 1999 год «ТАИФ» занималась инвестициями в различные отрасли. Одна из дочерних компаний получила брокерскую лицензию, были созданы республиканский депозитарий и компания-регистратор. Компания по-прежнему являлась посредником в операциях республиканских предприятий по переработке и экспорту продукции, обеспечивала кредиты для сельскохозяйственных предприятий. Был создан республиканский оператор сотовой связи «ТАИФ-телком», был построен крупнейший в Казани развлекательный центр «Пирамида». С привлечением средств группы строился нефтеперерабатывающий завод в Нижнекамске.
«ТАИФ» развивалась по четырём направлениям бизнеса: инвестиции, работа на фондовом рынке приносили до 22 % выручки, строительство, производство стройматериалов — около 0,5 % выручки, сфера услуг, включавшая сеть АЗС, развлекательные центры, таможенные и консигнационные склады, оказание услуг населению, приносила до 4 % выручки. Основной доход, более 75 % выручки компании, приносило нефтехимическое направление. После получения контроля над Нижнекамским нефтеперерабатывающим заводом, и приобретения контрольных пакетов акций «Казаньоргсинтеза» и «Нижнекамскнефтехима» «ТАИФ» контролировала предприятия, обеспечивающие более 90 % выпуска химической, нефтехимической и нефтегазоперерабатывающей промышленности Татарстана. ТАИФ активно инвестировала в модернизацию и увеличению мощностей производства, в результате входящие в группу промышленные предприятия значительно увеличили свою выручку. Так, по словам Альберта Шигабутдинова предприятия, входившие в группу ТАИФ за период с 1995 по 2019 год увеличили выпуск различных полимеров в 8 раз.
По оценкам журнала Forbes на 2012 год «ТАИФ» являлась крупнейшей непубличной компанией в России. К 2018 г. выручка и EBITDA ТАИФ выросли ещё почти вдвое.
В 2018—2019 годах произошла реорганизация АО «ТАИФ», в результате которой была выделена Управляющая компания «ТАИФ» (АО "УК «ТАИФ»), объединившая компании таких сфер деятельности, как телекоммуникации, строительная индустрия и сфера услуг. В 2019 году Альберт Шигабутдинов в интервью заявил, что для ТАИФ не закрыт вопрос привлечения мажоритарных акционеров, и что лично он на их месте купил бы акции ТАИФ, а не отдельных компаний, входящих в неё.
В апреле 2021 года была достигнута договорённость о продаже АО «ТАИФ», контролирующей ПАО «Казаньоргсинтез», ПАО «Нижнекамскнефтехим» и АО «ТГК-16» холдингу СИБУР. В результате сделки, заключённой в октябре 2021 года, акционеры «ТАИФ» получили 15 % акций объединённой компании и её же долговые обязательства на сумму около 3 млрд долларов. Объединенная компания обеспечивает 70% от общего выпуска нефтегазохимической продукции в России, по отдельным продуктам – 100%.
При этом НПЗ НК-ТАИФ, сеть АЗС и ряд других активов остались за контуром сделки и перешли в собственность АО "УК «ТАИФ». К 2022 году УК «ТАИФ», кроме этого, контролирует банк «Аверс», компанию «Татнефтепродукт», ряд строительных организаций, две телерадиокомпании, девять финансовых и восемь торговых компаний. Также ей принадлежит 3 % акций нефтяной компании «Татнефть». 
В июне 2022 года АО «УК «ТАИФ» было переименовано в АО «ТАИФ».
По информации компании общая численность работников группы — 9 тысяч человек.

## Структура компании
На 2023 год в состав «Таиф» входят: АО «ТГК-16», нефтеперерабатывающий завод «ТАИФ-НК», сеть из 241 АЗС с аналогичным названием, производитель смазочных материалов «ТАИФ-СМ», кирпичные заводы ООО «КЗССМ» и ООО «Керамика-Синтез», строительная компания «ТАИФ-СТ».

## Собственники и руководство
4 октября 2023 года совет директоров АО «Таиф» подтвердил полномочия председателя правления компании Альберта Шигабутдинова. Председателем совета директоров был избран Рустем Сультеев, его заместителем — Руслан Шигабутдинов.

## Финансовые показатели
По итогам 2020 года выручка ТАИФа составила 582 миллиарда. EBITDA в 2019-м — 166 млрд рублей.
По информации компании доход группы за 2020 год составил 342 млрд рублей, а сумма уплаченных налогов и сборов – 2 млрд.
По информации компании доход группы за 2021 год составил 593 млрд рублей, а сумма уплаченных налогов и сборов – 7 млрд.
Доходы «ТАИФ» в 2022 году составили 601 млрд рублей, отчисления в бюджеты Татарстана — 15 млрд руб.
За 9 месяцев 2023 года сумма уплаченных налогов и сборов составляла около 8 млрд рублей.